# Ardfert
Ardfert (iriska: Ard Fhearta) är en ort i republiken Irland. Den ligger i grevskapet Ciarraí och provinsen Munster, i den sydvästra delen av landet. Ardfert ligger 21 meter över havet och antalet invånare är 800.
Terrängen runt Ardfert är platt. En vik av havet är nära Ardfert västerut. Trakten runt Ardfert består i huvudsak av jordbruksmark.